# Sisicus volutasilex
Espèce
Sisicus volutasilex est une espèce d'araignées aranéomorphes de la famille des Linyphiidae.

## Répartition et habitat
S. volutasilex a seulement été observée au Canada: en Alberta, au Québec et sur l'île de Terre-Neuve. On la retrouve dans la litière des forêts de feuillus ou de conifères.

## Écologie
On ne connaît à peu près rien de l'écologie de S. volutasilex, sinon que cette espèce est active en hiver. En effet, peu d'observations de cette espèces ont été faites à ce jour, et en seulement trois endroits. Fait notable, la plupart des spécimens récoltés l'ont été en hiver, dans l'espace subnivéal, soit l'espace entre le sol et la neige, grâce à des pièges-fosses.

## Étymologie

Le logo des Rolling Stones, qui a inspiré l'épithète spécifique de S. volutasilex

L'épithète spécifique «volutasilex» est composé du latin «volutabundus», «qui roule», et du latin «silex», qui veut dire «caillou», ou «roche». Il s'agit d'une référence aux Rolling Stones, dont le logo (voir vignette) évoque l'épigyne de la femelle de S. volutasilex.

## Publication originale
- Dupérré & Paquin, 2007. Description of five new spiders from Canada (Araneae: Linyphiidae). Zootaxa 20(1632):1-20.